# Southern Pines
Southern Pines é uma cidade  localizada no estado norte-americano de Carolina do Norte, no Condado de Moore.

## Demografia
Segundo o censo norte-americano de 2000, a sua população era de 10.918 habitantes.
Em 2006, foi estimada uma população de 12.212, um aumento de 1294 (11.9%).

## Geografia
De acordo com o United States Census Bureau tem uma área de
40,3 km², dos quais 39,8 km² cobertos por terra e 0,5 km² cobertos por água. Southern Pines localiza-se a aproximadamente 143 m acima do nível do mar.

## Localidades na vizinhança
O diagrama seguinte representa as localidades num raio de 12 km ao redor de Southern Pines.